# Bongsil
Bongsil (dansk) eller Bongsiel (tysk) er en landsby i Nordfrisland i det vestlige Sydslesvig. I administrav henseende hører landsbyen under Okholm Kommune i Nordfrislands kreds i den nordtyske delstat Slesvig-Holsten.
Bongsil er beliggende i den lavtliggende nordfrisiske marsk. Landsbyens spredtliggende bebyggelse samles derfor på flere højtliggende værfter (varfter) således som de nærliggende Store Gaarde og Lille Gaarde. I 1766 oprettedes her en nordsøhavn. Initiativtagere var flensborgske købmænd, som ledte efter en efterfølger for den tidligere havn i Okholm, som var destrueret af flere stormfloder. Både Okholm og Bongsil var dengang beliggende i Sønderjyllands konglige landesdele (den syd for liggende havn i Husum derimod hørte under de gottorpske besiddelser). Havnen i Bongsil var i drift i næsten 200 år. Med inddigningen af Hauke-Haien-Kog i 1959 mistede havnen i Bongsil dog sin funktion som nordsøhavn og blev erstattet af det nyanlagte havn i Slutsil. Med de store inddigningsprojekter i 1950´erne ligger landsbyen nu inde i landet. 
Landsbyen ligger ved Bongsilkanalen (tidligere: Kongecanal), som optager vandet fra det regulerede Soholm Å og Læk Å og som afvander Langhorn og Sterdebøl koge. 
Stednavnet blev første gang nævnt i 1648. Den er sammensat af Bong og -sil. Bong er en jysk sideform til oldnordisk og gl.dansk bang og betyder støj. Efter en anden teori afledtes navnet af bunke. På dansk findes også formen Bungsil. Stednavnets sidste led Sil henviser til en stor digesluse (tysk Siel sønderjysk Sil) på samme sted. En sil er en passage i et dige med det formål at afvande inddigede marskområder. 